# Douglas O-43
Douglas O-43 là một loại máy bay thám sát của Quân đoàn Không quân Lục quân Hoa Kỳ.

## Tính năng kỹ chiến thuật (O-43)
Dữ liệu lấy từ "United States Military Aircraft Since 1909" by F. G. Swanborough & Peter M. Bowers (Putnam New York, ISBN 0-85177-816-X) 1964, 596 pp.
Đặc điểm tổng quát
- Kíp lái: 2
- Chiều dài: 33 ft 11 in (10,34 m)
- Sải cánh: 45 ft 8 in (13,92 m)
- Chiều cao: 12 ft 3 in (3,74 m)
- Diện tích cánh: 340 ft² (31,6 m²)
- Trọng lượng rỗng: 4.135 lb (1.875.6 kg)
- Trọng lượng có tải: 5.300 lb (2.404 kg)
- Động cơ: 1 × Curtiss V-1570-59, 675 hp (540 kW)

 Hiệu suất bay 
- Vận tốc cực đại: 190 mph (306 km/h)
- Vận tốc hành trình: 163 mph (262 km/h)
- Trần bay: 22.400 ft (6827,52 m)
- Vận tốc lên cao: 1.515 ft/phút (462 m/phút)

Trang bị vũ khí

- 1 súng máy Browning.30 cal (7.62 mm)